# Coccothrinax boschiana
Coccothrinax boschiana là loài thực vật có hoa thuộc họ Arecaceae. Loài này được M.M.Mejía & R.García mô tả khoa học đầu tiên năm 1997.